# Jim Gordon
Jim Gordon, geboren als James Beck Gordon (Los Angeles, 14 juli 1945 – Vacaville (Californië), 13 maart 2023), was een Amerikaanse drummer en songwriter.

## Carrière
Gordons carrière als drummer begon in 1963, toen hij in actie kwam voor The Everly Brothers. Daarna werd hij een veelgevraagd muzikant en speelde hij op talrijke albums van fameuze sterren en bands, waaronder Pet Sounds van The Beach Boys en Imagine van John Lennon.
Tussen 1969 en 1970 toerde hij met de band Delaney & Bonnie. Op dit moment speelde daar ook Eric Clapton, die vervolgens de complete ritmegroep, bestaande uit Gordon, Carl Radle (bas) en Bobby Whitlock (keyboards), opnam in zijn nieuwe band Derek & the Dominos. Hierdoor kwam ook de medewerking van Gordon bij het album All Things Must Pass van George Harrison tot stand.
Op het eerste en enige album Layla and Other Assorted Love Songs (1970) bespeelde Gordon niet alleen de drums, maar ook de piano op het titelnummer Layla, dat hij samen met Eric Clapton had geschreven. Een jaar later, nog voordat het tweede album werd opgenomen, ging de band weer uit elkaar, mede door het overlijden van Duane Allman.
Gordon toerde met Joe Cocker (1970), Traffic (1971) en Frank Zappa (1972). Op het Zappa-album Apostrophe (') (1974) werkte hij mee aan het titelnummer als drummer en songwriter. Tussen 1973 en 1975 was hij vaste drummer bij de Souther-Hillman-Furay Band. Als sessiemuzikant is hij te horen op tientallen albums van anderen.
Het magazine Rolling Stone plaatste hem in 2016 en 2019 op de 59e plaats van de 100 beste drummers in de geschiedenis van de popmuziek.

## Veroordeling en gevangenschap
Aan het eind van de jaren 1970 begon Gordon te hallucineren en meende hij stemmen in zijn hoofd te horen. Aangezien er geen verbetering optrad in zijn toestand, trok hij zich in 1981 terug uit de openbaarheid. In 1984 werd hij wegens moord op zijn moeder tot ten minste 16 jaar hechtenis veroordeeld. Er vonden regelmatig rechtszaken plaats om te beoordelen of hij vrijgelaten kon worden, maar ook in 2018 werd zijn gevangenschap gehandhaafd. Hij werd als een gevaar voor zichzelf en de samenleving beschouwd.
Hij bleef in hechtenis tot zijn dood op 13 maart 2023 in de California Medical Facility, een gevangenis voor gedetineerden met medische problemen en psychische stoornissen in Vacaville (Solano County, Californië).

## Discografie als studiomuzikant
- Duane Allman Anthology
- Joan Baez From Every Stage; Diamonds and Rust; Gulf Wind
- The Beach Boys Good Vibrations; Spirit of America; Pet Sounds
- The Byrds The Notorious Byrds Brothers
- The Carpenters Kind of a Hush; Horizon
- Eric Clapton Layla and Other Assorted Love Songs; Derek & the Dominos in Concert; Derek & the Dominos- Live at the Fillmore;
- Joe Cocker Mad Dogs and Englishmen
- Alice Cooper Alice Cooper Goes to Hell
- Crosby, Stills, Nash & Young Box Set
- Donovan To Susan on the West Coast Waiting; Atlantis; Life Is a Merry-go-Round; Yellow Star; Operating Manual for Spaceship Earth; Lazy Daze
- Neil Diamond Beautiful Noise
- The Everly Brothers Heartaches & Harmonies
- Art Garfunkel Angel Clare
- Hall & Oates Bigger than Both of Us
- George Harrison All Things Must Pass, Extra Texture; Living in the Material World
- Jim Henson The Muppet Movie
- Tom Waits The Heart Of Saturday Night
- John Lee Hooker Endless Boogie
- B.B. King In London; The Best of B.B. King
- John Lennon Imagine; Some Time in New York City
- Gordon Lightfoot Sundown; Gord’s Gold; Cold On The Shoulder
- Manhattan Transfer Pastiche; Anthology: Down in Birdland
- Phil Spector Back to Mono (1958–1969)
- Barbra Streisand Barbra Joan Streisand
- Steely Dan Pretzel Logic
- Traffic Welcome to the Canteen; The Low Spark of High Heeled Boys
- John Travolta Best of John Travolta
- Frank Zappa Apostrophe; Läther; Over-nite Sensation; The Guitar World According to Frank Zappa, Grand Wazoo Big Band Tour; Imaginary Diseases
- Randy Newman 12 Songs

- Bibsys: 5037986
- Bibliothèque nationale de France: cb14182495n (data)
- Gemeinsame Normdatei: 134388151
- International Standard Name Identifier: 0000 0001 1479 3185
- Library of Congress Control Number: n91075432
- MusicBrainz: f5ee63be-2ffa-479e-afb9-a89201c3b1f0
- Nationale Bibliotheek van Tsjechië: xx0069933
- Nationale bibliotheek van Australië: 62238289
- Nationale Bibliotheek van Israël: 987007306221005171
- Nationale en Universitaire bibliotheek Zagreb: 000051365
- Virtual International Authority File: 104826875
- WorldCat: E39PBJfGQYCjRQcQbrqqrqBMfq